# Kelle Roos
Kelle Roos (Rijkevoort, 31 mei 1992) is een Nederlands voetballer die als doelman speelt. Hij verruilde medio 2022 Derby County voor Aberdeen.

## Clubcarrière
Roos bracht de eerste jaren van zijn jeugdjaren in het voetbal door bij verschillende amateurclubs, waaronder Quick 1888. In 2005 maakte Roos de overstap naar de jeugd van PSV. Bij PSV speelde hij zes jaar in de jeugd voor hij vertrok naar Willem II en een seizoen later naar N.E.C.. Bij beide clubs maakte hij deel uit van de selectie van het eerste team, maar speelde hij in het beloftenelftal.
In het begin van het seizoen 2013/14 was er sprake van een overstap naar Birmingham City, maar deze ketste af. Hierop keerde hij terug naar Nederland en begon hij te keepen bij amateurclub RKSV Nuenen. Hij maakte in november de overstap naar Nuneaton Town, dan actief in de Conference Premier. In januari 2014 maakte hij de overstap naar Derby County. Voor die club maakte hij op 23 september zijn officiële debuut, in de League Cup tegen Reading FC. In deze wedstrijd wist hij zijn doel schoon te houden. Roos verlengde in juli 2015 zijn contract tot medio 2018 en vertrok direct voor een jaar op huurbasis naar Rotherham United, de nummer 21 van de Championship in het voorgaande seizoen. Hiervoor speelde hij vier competitiewedstrijden en één in de League Cup voor de club hem in september 2015 terugstuurde naar Derby County. Op 1 februari 2016 volgde er een nieuwe uitleenbeurt ditmaal aan AFC Wimbledon. Met Wimbledon promoveerde hij via play-offs naar de League One. Derby County verhuurde Roos in augustus 2016 voor een jaar aan Bristol Rovers, maar haalde hem in januari 2017 vervroegd terug. In september 2017 werd Roos voor een week verhuurd aan Port Vale dat uitkomt in de League Two. In december 2017 werd Roos verhuurd aan Plymouth Argyle. Daar werd hij de zevende keeper onder de lat in een door blessures overschaduwd seizoen voor Plymouth. Vanaf het seizoen 2018/19 kwam hij geregeld aan spelen toe bij Derby County al zou hij nooit onbetwist de vaste doelman worden. Nadat de club in 2022 uit de Championship degradeerde, mede door een flinke puntenaftrek vanwege financiële problemen, liep zijn contract af. Hij vervolgde zijn loopbaan in Schotland bij Aberdeen FC waar hij een contract tot medio 2024 ondertekende. 